# Laban (Bibel)

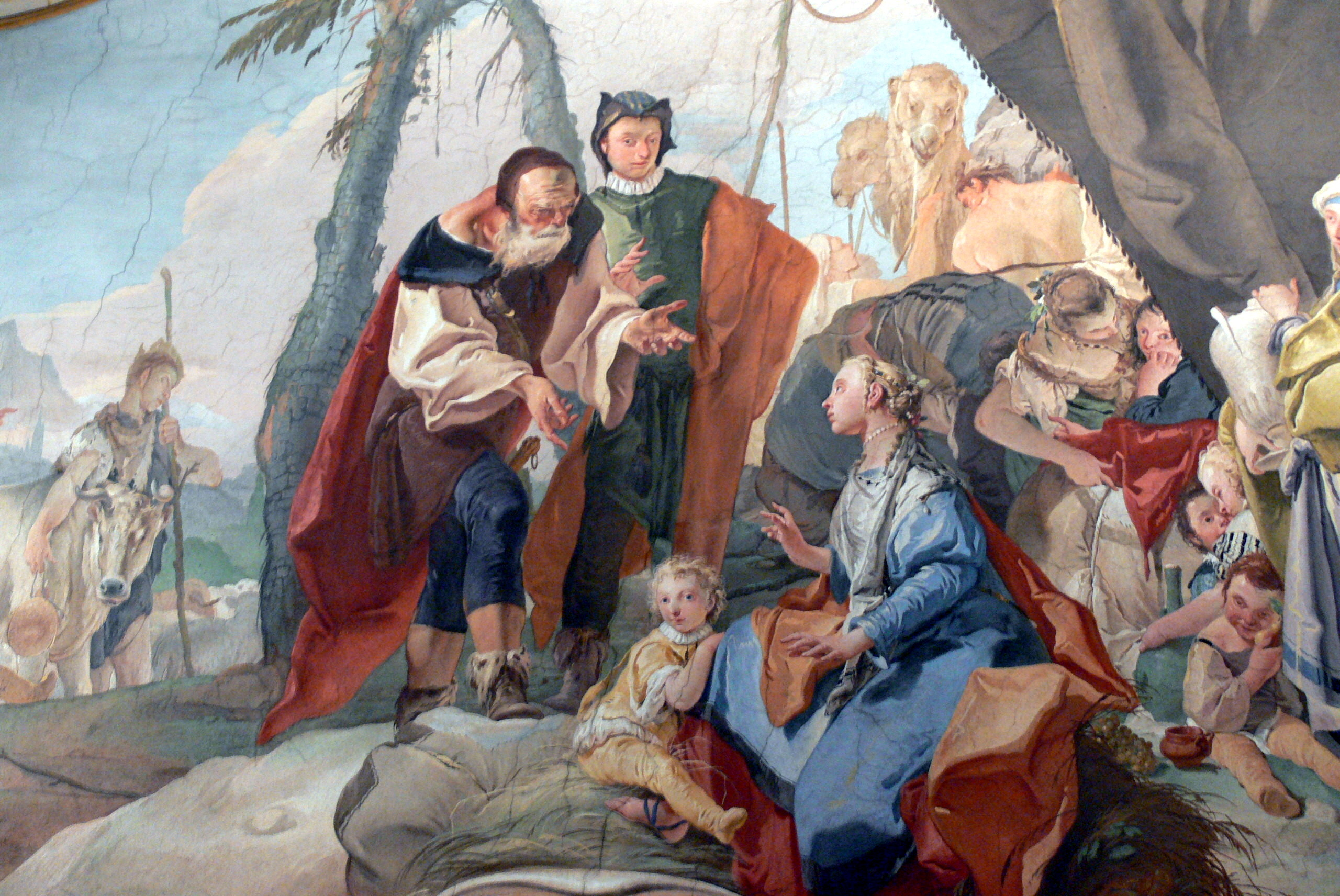
Laban sucht nach den Götterbildern (Gemälde von Giovanni Battista Tiepolo um 1750)

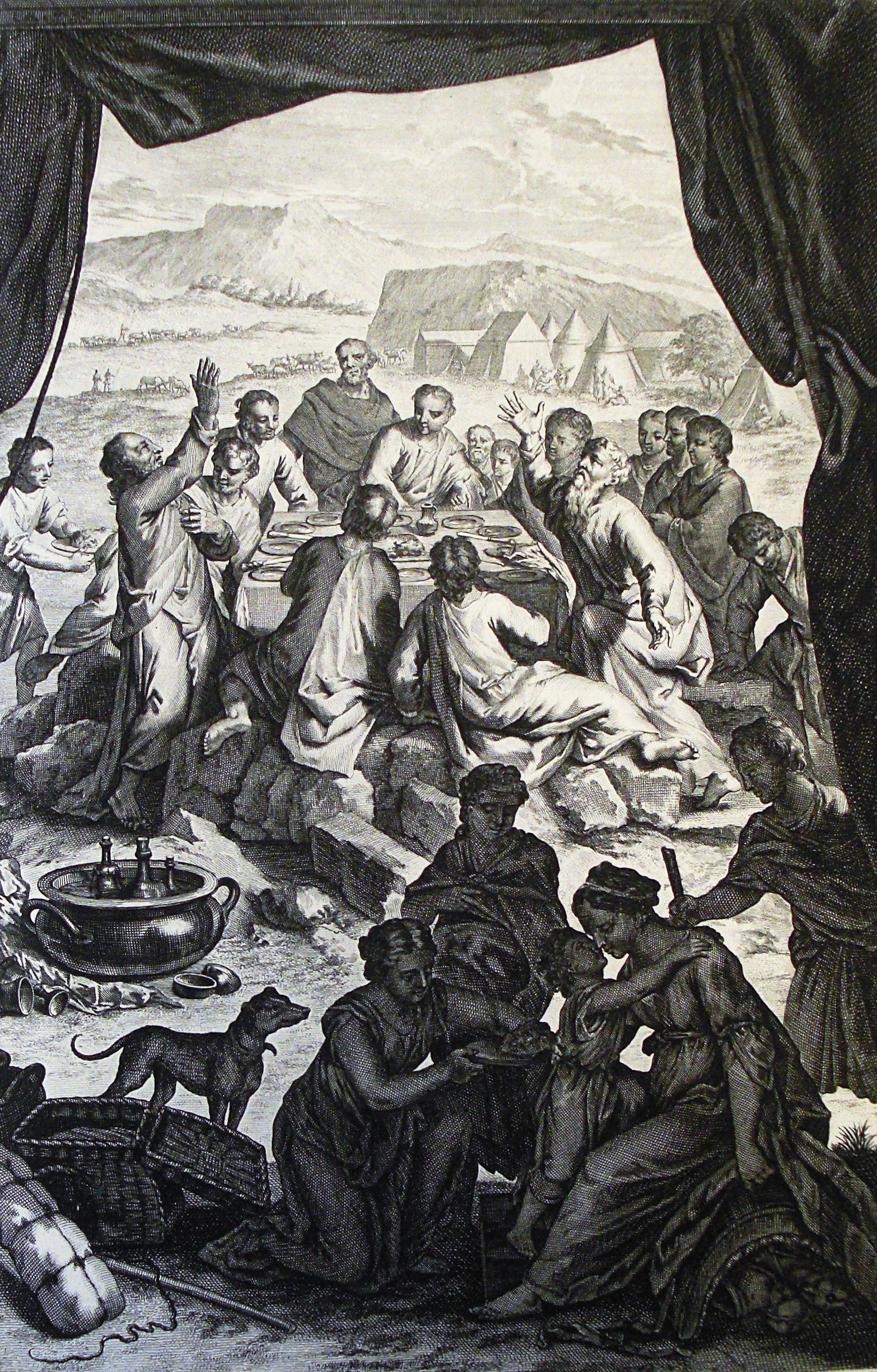
Das Bundesmahl auf dem Zeugnishaufen (unbekannte Bibel-Illustration)

Laban (hebräisch לָבָן Lavan „Weiß“, auch: Lāḇān) ist in der Genesis (1. Buch Mose) des Alten Testaments ein Aramäer aus Harran in Paddan-Aram, Sohn von Betuël, Bruder von Rebekka und der Vater von Lea und Rachel und mehrerer nicht namentlich genannter Söhne (Gen 31,1 ). Als solcher ist er ein Schwager von Isaak und zweifacher Schwiegervater seines Neffen Jakob.
Laban wird erstmals in der biblischen Erzählung Gen 24,29–60  erwähnt, wo er Begeisterung für den Goldschmuck zeigte, den seine Schwester für Isaak entgegennahm. Ferner spielte er eine Schlüsselrolle beim Arrangement ihrer Eheschließung.
In Gen 29 ff.  wird von Jakobs Aufenthalt bei Laban berichtet. Laban versprach Jakob seine jüngere Tochter Rachel als Gegenleistung für einen siebenjährigen Dienst bei ihm in Haran. Dies war jedoch eine List, um ihn stattdessen mit seiner älteren Tochter Lea zu verheiraten. Jakob diente dann weitere sieben Jahre als Gegenleistung für das Recht, nun endlich seine favorisierte Rachel als zweite Ehefrau heiraten zu können. Am Ende dieses nun 14-jährigen Dienstes wollte Laban Jakob aber immer noch nicht gehen lassen. Schließlich verließ Jakob Labans Haus heimlich, als dieser gerade wegen der Schafschur außer Haus war, und nahm seine Frauen und seine Kinder und alle seine Besitztümer mit.
Laban, der erst einige Tage später davon erfuhr, folgte Jakob sogleich und holte diesen auf seinem Weg zur Berggegend von Gilead nördlich des Flusses Jabbok ein. Er fragte Jakob, warum er weggegangen sei, ohne ihm Gelegenheit gegeben zu haben, seine Kinder und Enkel zum Abschied zu küssen, und warum er seine Götter gestohlen habe. Jakob antwortete, dass er befürchtet hatte, von Laban am Weggehen gehindert zu werden und dass er nichts von einem Diebstahl wüsste. Bei einer Durchsuchung wurde nicht festgestellt, dass Rachel die Teraphim der Familie tatsächlich gestohlen und sie im Sattelkorb ihres Kamels versteckt hatte. (Gen 31,17–35 )
Rachels Handlungsweise könnte davon motiviert gewesen sein, dass der Besitz der Teraphim unter Umständen mit Erbansprüchen auf den väterlichen Besitz im Zusammenhang stand.
Als Jakob und Laban ihren Streit friedlich beigelegt hatten, errichtete Jakob eine Steinsäule und ließ dann Steine zu einem Haufen aufschichten, der dort als ein Zeuge des Friedensbundes diente, den die beiden bei einem feierlichen Mahl geschlossen hatten. Sie nannten den Steinhaufen „Galed“ (hebräisch „Zeugnishaufen“) und „Mizpa“ (hebräisch „Wachturm“). (Gen 31,43–54 )